# Jim Rogers (financieel analist)
James Beeland (Jim) Rogers, Jr. (Wetumpka (Alabama), 19 oktober 1942) is samen met George Soros oprichter van het Quantum Fund. Hij is een Amerikaans universitair docent, schrijver, wereldreiziger, economisch commentator en oprichter van de Rogers International Commodities Index (RICI). Hij werd geboren in Wetumpka (Alabama) en groeide op in Demopolis. Op zijn vijfde had hij zijn eerste baan, het oprapen van lege flessen bij honkbalwedstrijden. Zijn eerste "echte" baan op Wall Street kreeg hij in 1964 bij Dominick & Dominick, na zijn afstuderen aan Yale University.

## Reizen
In de jaren tachtig reisde Rogers door China op een motor. In 1990-1992 ging hij opnieuw naar China en reisde vervolgens door de rest van de wereld en legde meer dan 160.000 km af door 6 continenten, wat opgenomen werd in het Guinness Book of Records. Hij schrijft over zijn avonturen en investeringen in zijn boek "Investment Biker". Tussen 1-1-1999 en 1-5-2002 maakte hij nog een wereldreis door 116 landen waarbij hij meer dan 400.000 km aflegde samen met zijn verloofde Paige Parker in een Mercedes-Benz SLK die was verbouwd om ook in ruw terrein te kunnen rijden. De reis begon in IJsland, waar de 1000e verjaardag van de eerste reis van Leif Eriksson naar Amerika werd gevierd. Op 5 januari 2002 keerden ze terug in New York. Naar aanleiding van deze reis schreef hij het boek "Adventure Capitalist".

## Trivia
Rogers bezocht het Woodstock Festival. Hij trok een jasje met het iconische logo aan en verbleef bijna de hele tijd op de bühne.  

## Boeken
- Investment Biker: Around the World with Jim Rogers - 1995 (ISBN 1-55850-529-6)
- Adventure Capitalist: The Ultimate Road Trip - 2003 (ISBN 0375509127)
- Hot Commodities : How Anyone Can Invest Profitably in the World's Best Market - 2004 (ISBN 140006337X)
- A Bull in China: Investing Profitably in the World's Greatest Market - 4 december 2007 (ISBN 1400066166)